# 그녀의 모든 것
《그녀의 모든 것》은 1988년 발매된 장덕의 컴필레이션 음반이다. 《골든앨범》이라는 타이틀로도 알려져 있다. 기존에 발표한 곡들을 모아놓은 음반임을 뜻하는 것으로 두봉엔터프라이즈에 의해 발매된 장덕의 정규음반 골든앨범 시리즈(Vol.1 《이런게 아니었는데》와 Vol.2 《얘얘》)의 수록곡들을 재수록한 음반이다. TAPE로 발매된 음반에서는 장덕의 정규 5집 음반 《얘얘》의 수록곡 <서울의 밤거리>, <너에게 안녕을 고할 때>가 A면과 B면의 마지막 곡으로 각각 더해져 재수록 되어 있다.

## 곡 목록
다음 곡 목록은 LP, TAPE 기준이며 모든 곡들이 장덕 작사/작곡이다. 단 A면 8번 트랙, B면 2,6번 트랙은 제외한다.
Side one
1. "님 떠난후 (Ver.2)" (장덕 작사 / 장덕 작곡) - 02:18 - 재수록 from 이런게 아니었는데 '87
2. "이별인 줄 알았어요" (장덕 작사 / 장덕 작곡) - 03:42 - 재수록 from 이런게 아니었는데 '87
3. "소녀와 가로등" (장덕 작사 / 장덕 작곡) - 03:53 - 재수록 from 이런게 아니었는데 '87
4. "어느날 갑자기 (Ver.2)" (장덕 작사 / 장덕 작곡) - 03:02 - 재수록 from 이런게 아니었는데 '87 (TAPE 음반)
5. "이런게 아니었는데" (장덕 작사 / 장덕 작곡) - 03:05 - 재수록 from 이런게 아니었는데 '87
6. "보고 싶지 않으세요" (장덕 작사 / 장덕 작곡) - 03:26 - 재수록 from 이런게 아니었는데 '87
7. "너나 좋아해 나너 좋아해" (장현 작사 / 장덕 작곡) - 02:26 - 재수록 from 이런게 아니었는데 '87 (TAPE 음반)
8. "서울의 밤거리 (from 얘얘 '88):" (장덕 작사 / 김파 작곡) - 03:38   - 재수록 from 얘얘 '88 - TAPE 음반에서만 수록되어 있음.

Side two
1. "앵무새" (장덕 작사 / 장덕 작곡) - 04:11 - 재수록 from 이런게 아니었는데 '87
2. "얘얘" (장덕 작사 / 김파 작곡) - 02:59 - 재수록 from 얘얘 '88
3. "너를 사랑해" (장덕 작사 / 장덕 작곡) - 02:50 - 재수록 from 이런게 아니었는데 '87
4. "그러지마" (장덕 작사 / 장덕 작곡) - 02:43 - 재수록 from 이런게 아니었는데 '87
5. "나를 불러줘" (장덕 작사 / 장덕 작곡) - 03:28 - 재수록 from 얘얘 '88
6. "나의 꿈 이야기" (장덕 작사 / 김파 작곡) - 03:24 '- 재수록 from 얘얘 '88
7. "이 노래를 들을때면 (장덕 작사 / 장덕 작곡) - 02:33 - 재수록 from 이런게 아니었는데 '87
8. "너에게 안녕을 고할 때" (장덕 작사 / 장덕 작곡) - 03:13   - 재수록 from 얘얘 '88 - TAPE 음반에서만 수록되어 있음.